# Agromyza alticeps
Agromyza alticeps este o specie de muște din genul Agromyza, familia Agromyzidae, descrisă de Friedrich Georg Hendel în anul 1931.
Este endemică în Italia. Conform Catalogue of Life specia Agromyza alticeps nu are subspecii cunoscute.